# Migrazione umana
La migrazione umana è un movimento di individui da un'area geografica a un'altra, fatto con l'intenzione di alloggiarsi temporaneamente o permanentemente nella nuova area. La migrazione può essere sia interna quando un individuo si sposta all'interno di uno stato, sia esterna quando ci si sposta da uno stato a un altro. La migrazione può riguardare individui, famiglie o larghi gruppi di persone. La migrazione umana è un fenomeno sociale dovuto a diversi possibili fattori: economici, politici, sociali e ambientali.
(Seneca,Ad Helviam matrem de consolatione, 43 d.C.)

## Descrizione
Per convenzione, il nomadismo non è generalmente considerato come tipo di migrazione in quanto non vi è alcuna intenzione, da parte dei popoli nomadi, di stabilizzarsi in un'area specifica e gli spostamenti avvengono in maniera costante entro aree più o meno vaste, generalmente seguendo l'andamento delle stagioni. Naturalmente neanche lo spostamento di persone dovuto a turismo o pellegrinaggio è un tipo di migrazione, perché neanche in questo caso vi è il presupposto di stabilirsi nel luogo di destinazione. 
Gli individui che si spostano dal loro paese di origine a causa di disastri naturali o climatici, guerre civili o internazionali, o persecuzioni di varia natura vengono solitamente definiti rifugiati, o qualora lo spostamento avviene all'interno di un paese si parla di migrazione forzata. Una persona che cerca protezione internazionale a causa persecuzioni di qualunque natura o nel caso di frequenti e gravi violazioni dei diritti umani viene definita, invece, richiedente asilo.
La migrazione umana è proseguita, nel corso della sua storia, sia sotto forma di migrazione volontaria all'interno di una regione o di un Paese, sia sotto forma di migrazione involontaria o forzata. Quest'ultima riguarda o ha riguardato lo schiavismo, il traffico di esseri umani e la pulizia etnica.
L'insediamento o l'ingresso di persone in un luogo diverso da quello di origine è chiamato immigrazione, mentre lo spostamento dal luogo di origine verso un'altra destinazione prende il nome di emigrazione.
Piccole popolazioni che migrano per svilupparsi su un territorio senza insediamenti sono detti pati (insediamento di coloni) mentre i rifugiati sono coloro che per ragioni essenzialmente politiche e sociali abbandonano il proprio Stato, di cui sono cittadini e dove risiedono, per cercare rifugio in uno Stato straniero. L'organizzazione internazionale che si occupa delle migrazioni umane è l'Organizzazione internazionale per le migrazioni, fondata nel 1951.

### Classificazione migranti
Esistono vari tipi di migranti, classificati o in base al motivo della migrazione, o se migrano legalmente o clandestinamente:
Ricongiungimento familiare: diritto del/lla cittadino/a straniero/a che vive in uno stato di richiedere l'ingresso dei familiari che risiedono all'estero, al fine di ristabilire in modo continuativo l'unità della propria famiglia.
Migrante ambientale: persona che è stata costretta a lasciare il proprio habitat tradizionale, temporaneamente o permanentemente causa di un'interruzione ambientale (naturale e/o causata dall'uomo) che ha messo in pericolo la sua esistenza e/o gravemente influito sulla qualità della sua vita (ad es. cambiamento climatico, siccità, alluvione, terremoto ecc...).
Richiedente asilo: è la persona che fuori dal proprio paese d'origine, presenta in un altro Stato domanda per il riconoscimento della protezione internazionale. questo rimane tale, finché le autorità competenti non decidono in merito alla stessa domanda di protezione.
Rifugiato: persona che, "nel giustificato timore d’essere perseguitato per la sua razza, la sua religione, la sua cittadinanza, la sua appartenenza a un determinato gruppo sociale o le sue opinioni politiche, si trova fuori dello Stato di cui possiede la cittadinanza e non può o, per tale timore, non vuole domandare la protezione di detto Stato".
Migrante verso un luogo ameno (amenity), migrante per motivi essenzialmente edonistici, ad esempio turisti che decidono di prendere residenza nel posto di vacanza o pensionati che scelgono di risiedere in un paese straniero.
Clandestino per il tempo
- Unlawful entry: colui/ colei che entra nel territorio di un Paese eludendo i controlli alla frontiera oppure con documenti falsi.
- Overstayer: colui/colei che è entrato regolarmente entrato nel Paese, ma poi rimane più del tempo che gli è stato permesso (es. scadenza del permesso di soggiorno o del visto).
Migrante economico: colui/colei che lascia il proprio Paese d'origine per ragioni puramente economiche non collegate alla definizione di rifugiato/a, o al fine di migliorare i propri mezzi di sostentamento.
Seconda generazione: persone figli/e dei migranti.

### Conseguenze delle migrazioni
Paesi di arrivo:
Vantaggi:
- Manodopera a basso costo
- L'arrivo di persone con competenze e capacità diverse da quelle già presenti
- L'arrivo dei migranti aumenta la fecondità e riduce quindi l'invecchiamento demografico
Svantaggi:
- Presenza di ghettizzazioni, che diventano aree di disagio sociale ma anche di criminalità 
- Creazione di “no-go zones”, ovvero di aree di fatto escluse ai cittadini ed alle autorità locali
- Problemi di integrazione con la popolazione residente
Paesi di origine
Vantaggi:
- Riduzione della pressione demografica
- Rimesse: invio di denaro da parte dei migranti alle loro famiglie ancora rimaste in patria
Svantaggi:
- Moltissimi giovani dei Paesi poveri abbandonano i loro luoghi d'origine lasciando spesso una famiglia con troppa poca mano d'opera